# 322539 Telšiai
322539 Telšiai è un asteroide della fascia principale. Scoperto nel 2006, presenta un'orbita caratterizzata da un semiasse maggiore pari a 2,6752102 au e da un'eccentricità di 0,1594027, inclinata di 3,07963° rispetto all'eclittica.
L'asteroide era stato inizialmente battezzato 322539 Telsiai per poi essere corretto nella denominazione attuale.
L'asteroide è dedicato all'omonima città lituana.